# 格雷索内-圣让
格雷索内-圣让（法語：Gressoney-Saint-Jean，法語發音：[ɡʁɛsɔnɛ sɛ̃ ʒɑ̃]）是意大利瓦莱达奥斯塔大区的一个市镇。总面积69平方公里，人口811人，人口密度11.8人/平方公里（2009年）。ISTAT代码为007033。